# Улахан-Сис
Улахан-Сис (на руски: Улахан-Сис) е възвишение разположено в североизточната част на Якутия, Русия, явяващо се продължение на Полоусното възвишение.
Простира се от запад-югозапад на изток-североизток на протежение от 160 km от долината на река Индигирка до изворите на река Сундрун (влива се в Източносибирско море), където постепенно потъва в Колимската низина. На север-северозапад достига до долините на реките Ерча и Шандрин (десни притоци на Индигирка) а на юг-югоизток – до долините на реките Хатистах (десен приток на Индигирка) и Арга-Юрях (ляв приток на Рассоха, ляв приток на Алазея). Максимална височина 757 m (69°28′50″ с. ш. 149°05′04″ и. д. / 69.480556° с. ш. 149.084444° и. д.), разположена в западната му част. Изградено е от гранити, девонски пясъчници и ефузиви. От него водят началото си реките Ерча, Хатистах, Арга-Юрях, Сундрун, Тилех (десен приток на Шандрин), Баликтах с Нанчан (ляв приток на Рассоха). На места по дъната на долините се срещат редки лиственични гори.